# Ahar
Ahar (persisch اهر) ist eine Stadt in der Provinz Ost-Aserbaidschan im Nordwesten Irans. Im Jahr 2006 hatte Ahar hochgerechnet 147.781 Einwohner.